# Ecologia cultural
A ecologia cultural é um campo interdisciplinar de pesquisa acerca da interação entre a cultura humana e o meio ambiente. Desenvolveu-se ao longo do século 20, a partir de estudos na geografia sobre o impacto humano na paisagem, em convergência com uma crescente interesse da antropologia no contexto material das sociedades, consolidando-se independentemente em torno da década de 1930, especialmente na obra de Julian Steward. Se distingue de outras abordagens próximas pela enfase nas transformações culturais que condicionam o processo de ocupação e adaptação à um ambiente específico.

## Precedentes
Não existia na ciência europeia, até o início do século XX, um interesse abrangente acerca do impacto histórico das sociedades humanas em paisagens e ambientes naturais. Nas décadas iniciais do século, não obstante, algumas transformações no campo da geografia e da antropologia despertaram uma maior atenção ao tema.

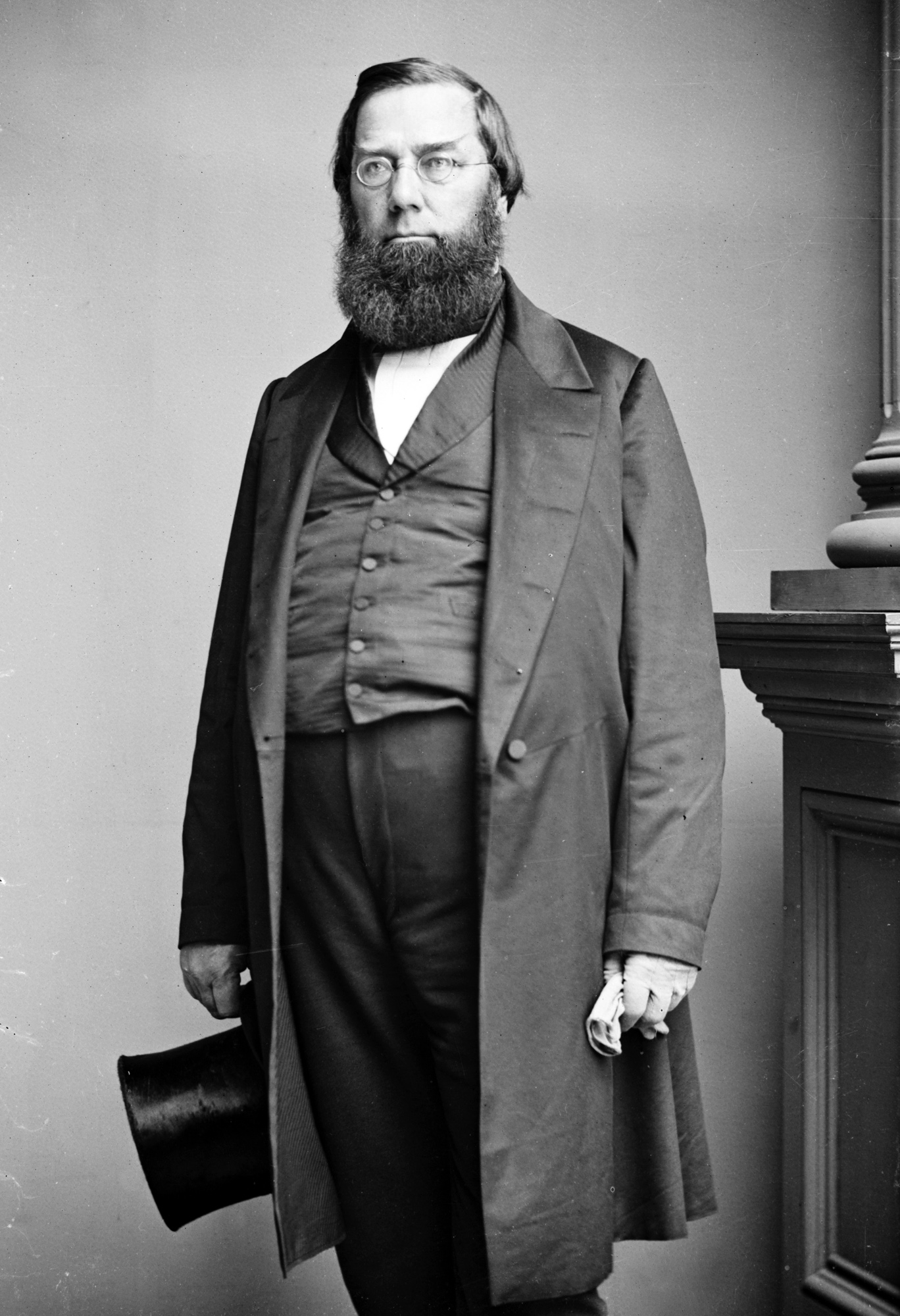
George Perkins Marsh, um importante predecessor do estudo da interface humano-meio ambiente.

A publicação do ensaio "The Morphology of Landscape" (A morfologia da paisagem), em 1925, por Carl Ortwin Sauer, abriu uma nova tradição de estudos sobre a paisagem cultural, sediada na Universidade de Berkeley, a partir da qual novas gerações de pesquisadores, orientadas em grande parte por Sauer, dedicaram-se aos impactos ambientais e usos da natureza realizados pelas atividades humanas. Unindo métodos da geomorfologia com a pesquisa histórica e arqueológica, esse ramo buscou elaborar a forma como as coletividades humanas ocuparam e moldaram o espaço em que habitam. Rejeitando os paradigmas deterministas presentes na ciência do século anterior, a metodologia de Sauer buscou explicar as configurações físicas das paisagens pelo efeito da presença humana, como também representar o processo de adaptação das culturas de forma gradativa e aberta. Teve como foco o estudos de culturas e economias 'pré-modernas', com uma forte valorização do trabalho de campo.
A obra de George Perkins Marsh foi também influente na perspectiva de Sauer e no desenvolvimento dos rumos iniciais desse campo, especialmente na crítica da trajetória ocidental de exploração irracional dos ecossistemas, e na enfase da necessidade de aliar os saberes das ciências físicas com o estudo das ciências sociais. Destaca-se igualmente nessa produção inicial a tendência de re-valorização das práticas ecológicas e agrárias indígenas, levando à uma crítica da supressão dessas economias nativas em favor da modernização.

## Julian Steward
O contexto intelectual do pós-guerra foi marcado por um crescente interesse em abordagens de inspiração positivista nas ciências sociais, incluindo uma enfase na pesquisa preditiva, quantitativa e voltada à formulação de princípios universais - desejando exceder o quadro do historicismo descritivo sem, entretanto, retornar à modelos deterministas de cultura.
Nesse sentido, o antropólogo estadunidense Julian Steward buscou elaborar uma alternativa metodológica com enfase no estudo comparativo entre culturas.